# RTV IJsselmond
RTV IJsselmond is de lokale omroep voor de Nederlandse gemeente Kampen.
RTV IJsselmond (tot halverwege 2013: Omroep IJsselmond) werd opgericht op 1 januari 1993 en is ontstaan na een gedwongen fusie van Stichting Lokale Omroep Kampen (SLOK) en de Kamper Zieken en Bejaarden Omroep (KZBO) die als eerst hiervan opgericht werd in maart 1975. De KZBO maakte geluidsband programma's voor het Stads-ziekenhuis, en de bejaardenhuizen Myosotis, Margaretha, Amandelboom, Vijverhof in Kampen en huize Theodora-Elisabeth in IJsselmuiden.
Hun eerste studio was in de Theologische school aan de Oudestraat in Kampen. Daarna het zusterhuis van het kamper ziekenhuis en als laatste het "Oude Pesthuis" aan de Vloeddijk in Kampen, van waar uit de eerste "live" uitzendingen later startten. Bekende programma's waren o.a. "Muziek op Verzoek", "Lichtstralen" en het live verslag van nationale koninginnedag 1988 te Kampen. Het inmiddels Radio IJsselmond verhuisde naar de Cellesbroeksweg in februari 2009. In juli 2016 is de omroep verhuisd naar Oudestraat 216a in de voormalige Van Heutszkazerne, die omgedoopt is tot Stadskazerne.
Eind 2018 heeft de omroep mee gedaan aan een experiment met 7 lokale omroepen uit de regio op DAB+.

## Televisie
Daarnaast is de omroep in 2014 begonnen met het uitzenden op televisie. RTV IJsselmond zendt 24 uur per dag uit. Op 29 november 2011 hebben ze hun eerste video gemaakt van de 
Sinterklaasintocht in Dronten.